# Matthew Richardson
Matthew Richardson (Maidstone, Reino Unido, 12 de abril de 1999) es un deportista australiano que compite en ciclismo en la modalidad de pista, especialista en la pruebas de velocidad.
Participó en dos Juegos Olímpicos de Verano, obteniendo tres medallas en París 2024, plata en velocidad individual y keirin y bronce en velocidad por equipos (junto con Leigh Hoffman y Matthew Glaetzer), y el cuarto lugar en Tokio 2020, en velocidad por equipos.
Ganó cinco medallas en el Campeonato Mundial de Ciclismo en Pista entre los años 2020 y 2023.
Fue el ganador de la Liga de Campeones de 2022 en la categoría de velocidad.

## Medallero internacional
| Juegos Olímpicos   | Juegos Olímpicos        | Juegos Olímpicos  | Juegos Olímpicos      |
| Año                | Lugar                   | Medalla           | Competición           |
| ------------------ | ----------------------- | ----------------- | --------------------- |
| 2024               | París (Francia)         | Medalla de plata  | Velocidad individual  |
| 2024               | París (Francia)         | Medalla de plata  | Keirin                |
| 2024               | París (Francia)         | Medalla de bronce | Velocidad por equipos |
| Campeonato Mundial |                         |                   |                       |
| Año                | Lugar                   | Medalla           | Competición           |
| 2020               | Berlín (Alemania)       | Medalla de bronce | Velocidad por equipos |
| 2022               | Saint-Quentin (Francia) | Medalla de oro    | Velocidad por equipos |
| 2022               | Saint-Quentin (Francia) | Medalla de plata  | Velocidad individual  |
| 2023               | Glasgow (Reino Unido)   | Medalla de plata  | Velocidad por equipos |
| 2023               | Glasgow (Reino Unido)   | Medalla de plata  | Keirin                |